# Ibacus brucei
Ibacus brucei is een tienpotigensoort uit de familie van de Scyllaridae. De wetenschappelijke naam van de soort is voor het eerst geldig gepubliceerd in 1977 door Holthuis.